# Belgica Stream
Koordinaten: 62° 39′ S, 61° 1′ W
Der Belgica Stream ist ein 1 km langer und maximal 40 cm tiefer Fluss mit diffusen Verzweigungen im Oberlauf auf der Livingston-Insel im Archipel der Südlichen Shetlandinseln. Auf der Byers-Halbinsel fließt er rund 1 km westlich des Negro Hill in südlicher Richtung zu den South Beaches, wo er unweit des Dometa Point in die Bransfieldstraße mündet. Seine Uferbereiche und Flachwasserzonen sind von Cyanobakterien, Moosen und Grünalgen besiedelt.
Spanische Wissenschaftler benannten ihn 2013 nach der Zuckmückenart Belgica antarctica, die hier anzutreffen ist.